# 30 вересня
30 вересня — 273-й день року (274-й у високосні роки) в григоріанському календарі. До кінця року залишається 92 дні.

## Свята і пам'ятні дні

### Міжнародні
- ООН: Міжнародний день перекладача

### Національні
- Україна: Всеукраїнський день бібліотек.
- Ботсвана: Національне свято Ботсвани. День проголошення Незалежності. (1966)
- Канада: День відновлення. (2012)
- Польща: День хлопчиків.
- Туркменістан: День працівників органів національної безпеки.
- Казахстан: День працівників органів юстиції.

### Релігійні

#### Західне християнство
- Пам'ять святих Григорія Просвітителя, Гонорія Кентерберийського[en], Єроніма Стридонського та Франсіско Борджа;
- Пам'ять блаженного Федеріко Альберта[en].

#### Східне християнство[1]
- Пам'ять священномученика єпископа Григорія, просвітителя Великої Вірменії;
- Пам'ять святителя Михаїла, першого митрополита Київського і всієї Руси;
- Пам'ять мучениць Рипсимії[en], Гіанії[fr] і з ними 35 святих дів.

## Іменини
✝  Католицькі: Віктор, Григорій, Гонорій, Євзебія, Єронім, Надія, Софія, Урсус, Феліція, Франсіско, Федеріко.
✙ Православні: Григорій, Гіанія, Михаїл (Михайло), Рипсимія.

## Події
- 1452 — У друкарні Йогана Ґутенберґа вийшла у світ перша в Європі друкована книга — Біблія.
- 1614 — Між козацькою старшиною і комісарами Речі Посполитої підписано угоду, якою обмежувалися козацькі права і реєстрове козацтво зобов'язувалося нести сторожову службу і жити лише в Запорожжі
- 1791 — у Відні відбулася прем'єра останньої опери Моцарта «Чарівна флейта»
- 1876 — Журнал «Київська старовина» вперше опублікував біографію Григорія Сковороди
- 1895 — Мадагаскар став протекторатом Французької республіки
- 1918 — Українська революція (1917—1921): повстанські сили під проводом Нестора Махна розгромили підрозділи Центральних держав в бою за Дібрівку[2]
- 1919 — Рада народних міністрів УНР на чолі з соціал-демократом Ісааком Мазепою ухвалила законопроєкт про скасування станів в Україні
- 1920 — Армія УНР звільнила Жмеринку
- 1929 — Британська служба «Бі-бі-сі» вперше провела телетрансляцію.
- 1929 — У Франкфурті-на-Майні німецький авіаконструктор Фрітц фон Опель зробив політ на планері з ракетними двигунами. За 75 секунд польоту він подолав відстань 3 км.
- 1938 — Велика Британія, Франція, Німеччина та Італія підписали Мюнхенську угоду, за якою Німеччина анексувала Судетську область Чехословаччини.
- 1938 — Ліга Націй одноголосно оголошує поза законом «навмисні бомбардування цивільного населення».
- 1939 — У Парижі створено Уряд Польщі у вигнанні, який згодом переїхав до Лондона.
- 1944 — Засновано агентство Франс Пресс (АФП) — одне з провідних інформаційних агентств світу.
- 1945 — Перемога підрозділів УПА під Угневим над військами НКВС
- 1946 — оголошено перші вироки нацистським злочинцям на Нюрнберзькому процесі
- 1947 — Пакистан приєднується до Організації Об’єднаних Націй.
- 1954 — Став до ладу перший атомний підводний човен «Наутілус» (США)
- 1967 — вперше в космосі здійснена автоматична стиковка космічних апаратів, ними стали радянські «Космос-186» і «Космос-188»
- 1980 — опубліковано першу специфікацію Ethernet
- 1990 — на площі біля Республіканського стадіону в Києві відбувся майже 300-тисячний мітинг під гаслом «Ні — новому Союзному договору!», санкціонований президією Київської міської ради
- 1992 — Міністерство юстиції України зареєструвало Асоціацію дослідників українського голоду-геноциду 1932—1933 рр. в Україні.
- 1992 — Відправлено у відставку прем'єр-міністра України Вітольда Фокіна.
- 1994 — Рада співробітництва країн Перської затоки оголосила про припинення економічного бойкоту Ізраїлю (тривав 46 років)
- 2005 — суперечливі малюнки про Мухаммеда надруковані в данській газеті.
- 2007 — в Україні відбулися дострокові парламентські вибори, після яких було утворено коаліцію фракціями БЮТ і НУНС
- 2009 — землетрус на Суматрі потужністю 7,6 бала забрав життя 1115 людей.
- 2015 — початок інтервенції Росії в Сирію.
- 2016 — ураган «Метью» став ураганом 5-ї категорії, що зробило його найсильнішим ураганом, який утворився в Карибському морі з 2007 року.
- 2016 — дві картини загальною вартістю 100 мільйонів доларів знайдені після того, як вони були викрадені з музею Ван Гога в 2002 році.

## Народились
Дивись також Категорія:Народились 30 вересня
- 1149 — Чанд Бардай, індійський поет, автор епічної поеми «Прітхвірадж-расо».
- 1207 — Джалаледдін Румі, класик перської поезії, філософ-суфій.
- 1700 — Станіслав Конарський, польський письменник, реформатор освіти, поет, драматург.
- 1715 — Етьєн Бонно де Кондільяк, абат, французький філософ. Рідний брат філософа, історика і дипломата Маблі і двоюрідний брат філософа-енциклопедиста, фізика, математика д'Аламбера.
- 1728 — Мартин Почобут-Одляницький, білоруський і литовський просвітник, астроном, математик, ректор Головної Віленської школи.
- 1835 — Федір Заревич, український письменник, журналіст.
- 1841 — Михайло Драгоманов, український громадсько-політичний діяч, історик, публіцист, літературознавець, фольклорист, економіст, філософ.
- 1859 — Альфред Єнсен, шведський історик, слов'янознавець, перекладач, симпатик українського національного відродження.
- 1871 — Григорій Кузневич, український скульптор-монументаліст.
- 1893 — Дмитро Гунькевич, український письменник-драматург.
- 1899 — Гендрік Марсман, нідерландський поет, письменник і перекладач.
- 1899 — Андрій Панів, український поет, журналіст, перекладач.
- 1905 — Невілл Френсіс Мотт, британський фізик, лауреат Нобелівської премії з фізики 1977 року
- 1908 — Давид Ойстрах, радянський скрипаль, диригент і педагог. Батько Ігоря Ойстраха.
- 1918 — Любомир Мацюк, український співак, диригент
- 1920 — Чжан Айлін, китайська письменниця, сценарист.
- 1924 — Трумен Капоте, американський письменник.
- 1928 — Елі Візель, письменник, журналіст, громадський діяч. Лауреат Нобелівської премії миру.
- 1946 — Ден О'Бенон, американський сценарист і режисер. Працював над такими легендарними фільмами як: «Дюна»,  «Зоряні війни», «Чужий».
- 1948 — Віктор Бурбела, український літературознавець, поет, вчений секретар Відділення літератури, мови та мистецтвознавства НАН України.
- 1950 — Любов Дубровіна, український джерелознавець, книгознавець, документознавець, архівознавець, історик бібліотечної справи.
- 1951 — Баррі Джеймс Маршалл, австралійський мікробіолог, лауреат Нобелівської премії з фізіології і медицини 2005 року.
- 1964 — Моніка Беллуччі, італійська акторка, модель.
- 1969 — Емілі Ландекер, американська акторка.
- 1971 — Дмитро Ярош, український громадський і політичний діяч, націоналіст.
- 1975 — Маріон Котіяр, французька акторка театру, телебачення та кіно, лауреат таких премій як Оскар, Золотий глобус та BAFTA.
- 1977 — Пилип Іллєнко, український актор, продюсер, політик
- 1977 — Рой Керролл, північноірландський голкіпер і тренер.
- 1980 — Мартіна Хінґіс, швейцарська тенісистка.
- 1981 — Сесілія Агерн, ірландська письменниця, автор багатьох любовних романів.
- 1986 — Олів'є Жіру, французький футболіст.
- 1986 — Крістіан Сапата, колумбійський футболіст.
- 1992 — Езра Міллер, американський актор і співак.
- 1994 — Алія Мустафіна, російська гімнастка.
- 1997 — Яна Кудрявцева, російська гімнастка.
- 2002 — Медді Зіглер, американська танцівниця й акторка.

## Померли
Дивись також Категорія:Померли 30 вересня
- 420 — Святий Єронім, християнський теолог, письменник, відомий як перекладач тексту Біблії з грецької та гебрейської мов на тогочасну латинську мову.
- 1755 — Франческо Дуранте (італ. Francesco Durante), італійський композитор, засновник Неаполітанської школи опери
- 1827 — Вільгельм Мюллер, німецький поет-романтик.
- 1908 — Кароль Естрейхер (старший), історик польської літератури та театру, літературний критик, бібліограф.
- 1913 — Дмитро Безперчий, український художник і педагог.
- 1945 — Павло Штокалко, український письменник, релігійний діяч.
- 1955 — Джеймс Дін, американський актор.
- 1970 — Микола Конрад, радянський сходознавець, перекладач, голова редколегії серії «Літературні пам'ятки».
- 1970 — Джон Дос Пассос, американський письменник португальського походження.
- 1985 — Чарльз Френсіс Ріхтер, американський фізик і сейсмолог, розробив шкалу для оцінки сили землетрусів, яка дістала назву «шкала Ріхтера».
- 1990 — Мішель Леріс, французький письменник і етнолог.
- 1990 — Патрік Вайт, австралійський письменник, лавреат Нобелівської премії з літератури.
- 1993 — Олена Захаржевська, український театрознавець.
- 2003 — Роберт Кардаш'ян, відомий американський юрист. Батько Кім Крдаш'ян.
- 2003 — Владислав Ткаченко, український сценарист, член Національної спілки кінематографістів України.
- 2004 — Володимир Грабоус, український поет, байкар, сатирик.
- 2007 — Петро Головатюк, український поет.
- 2010 — Йосип Собран, американський журналіст, письменник.
- 2011 — Іван Низовий, український письменник, поет, прозаїк, публіцист, журналіст, редактор, громадський діяч.